# Therizinosauridae
A Therizinosauridae (jelentése 'kaszáló gyíkok') a fejlett növényevő vagy mindenevő theropoda dinoszauruszok egyik családja. A therizinosauridák fosszíliái Mongólia, Kína és az Egyesült Államok területéről, a késő kréta kor közepén keletkezett üledékekből kerültek elő.

## Osztályozás
A Therizinosauridae családot Jevgenyij Malejev hozta létre 1954-ben, a rejtélyes Therizinosaurus cheloniformis számára, melyről eredetileg azt gondolta, hogy egy óriás „teknősszerű gyík” volt. A további tanulmányok a Therizinosaurust bizarr theropodának és a hasonlóan rejtélyes segnosauridák rokonának találták. Mivel a Therizinosauridae családot korábban nevezték el, mint a Segnosauridae-t, az utóbbi a taxonómiai elsőbbséget élvező előbbi fiatalabb szinonimájává vált. A Therizinosauridae első, 1998-as filogenetikus definícióját Paul Sereno alkotta meg, aki ide sorolt be minden olyan ornithomimosaurust, amely közelebbi rokonságban áll a Erlikosaurusszal, mint az Ornithomimusszal. Ahogy a therizinosauridák más theropodákkal való kapcsolata világosabbá vált és a nagyobb Therizinosauroidea csoport több tagja is előkerült, a család szintű Therizinosauridae szűkebb definíciót igényelt. Sereno például 2005-ben újradefiniálta a kládot, ide sorolva a Therizinosaurus cheloniformist, a Nothronychus mckinleyit és a Neimongosaurus yangit.

### Taxonómia
- Therizinosauridae család
  - Enigmosaurus
  - Erliansaurus
  - Erlikosaurus
  - Nanshiungosaurus
  - Neimongosaurus
  - Nothronychus
  - Segnosaurus
  - Suzhousaurus
  - Therizinosaurus (típus)

### Törzsfejlődés
Az alábbi kladogram Phil Senter 2006-os filogenetikus elemzése alapján készült.
|         | Segnosaurus                                                      |
|         |                                                                  |
| unnamed | \| \| Erlikosaurus \| \| \| \| \| \| Therizinosaurus \| \| \| \| |
|         | \| \| Erlikosaurus \| \| \| \| \| \| Therizinosaurus \| \| \| \| |
|         | Erlikosaurus                                                     |
|         |                                                                  |
|         | Therizinosaurus                                                  |
|         |                                                                  |

|  | Erlikosaurus    |
|  |                 |
|  | Therizinosaurus |
|  |                 |

|         | Segnosaurus                                                      |
|         |                                                                  |
| unnamed | \| \| Erlikosaurus \| \| \| \| \| \| Therizinosaurus \| \| \| \| |
|         | \| \| Erlikosaurus \| \| \| \| \| \| Therizinosaurus \| \| \| \| |
|         | Erlikosaurus                                                     |
|         |                                                                  |
|         | Therizinosaurus                                                  |
|         |                                                                  |

|  | Erlikosaurus    |
|  |                 |
|  | Therizinosaurus |
|  |                 |

|         | Segnosaurus                                                      |
|         |                                                                  |
| unnamed | \| \| Erlikosaurus \| \| \| \| \| \| Therizinosaurus \| \| \| \| |
|         | \| \| Erlikosaurus \| \| \| \| \| \| Therizinosaurus \| \| \| \| |
|         | Erlikosaurus                                                     |
|         |                                                                  |
|         | Therizinosaurus                                                  |
|         |                                                                  |

|  | Erlikosaurus    |
|  |                 |
|  | Therizinosaurus |
|  |                 |

|         | Segnosaurus                                                      |
|         |                                                                  |
| unnamed | \| \| Erlikosaurus \| \| \| \| \| \| Therizinosaurus \| \| \| \| |
|         | \| \| Erlikosaurus \| \| \| \| \| \| Therizinosaurus \| \| \| \| |
|         | Erlikosaurus                                                     |
|         |                                                                  |
|         | Therizinosaurus                                                  |
|         |                                                                  |

|  | Erlikosaurus    |
|  |                 |
|  | Therizinosaurus |
|  |                 |

## Fordítás
Ez a szócikk részben vagy egészben a Therizinosauridae című angol Wikipédia-szócikk ezen változatának fordításán alapul.  Az eredeti cikk szerkesztőit annak laptörténete sorolja fel. Ez a jelzés csupán a megfogalmazás eredetét és a szerzői jogokat jelzi, nem szolgál a cikkben szereplő információk forrásmegjelöléseként.